# Pleurocrypta macrocephala
Pleurocrypta macrocephala är en kräftdjursart som beskrevs av Hugo Frederik Nierstrasz och Brender à Brandis 1923. Pleurocrypta macrocephala ingår i släktet Pleurocrypta och familjen Bopyridae. Inga underarter finns listade i Catalogue of Life.